# Knagge

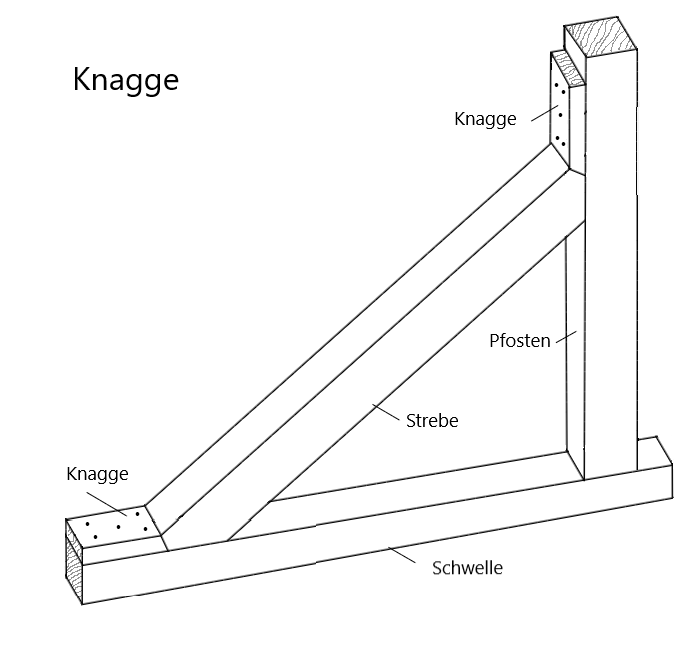
Die Stöße, von aufgenagelten Knaggen und Strebe, sind in Winkelhalbierung ausgeführt.

Eine Knagge ist ein kompaktes Stützelement, das zur Aufnahme und Übertragung von Druckkräften dient. Oft nimmt eine Knagge parallel zum Haupttragelement angreifende Kräfte auf und leitet sie an dieses weiter.
Im Stahl- und Holzbau werden Knaggen zu diesem Zweck in der Regel schubfest mit Stützen und Trägern verbunden.
Unter den vorkragenden Deckenbalken historischer Fachwerkhäuser wurden Knaggen konsolenartig montiert und oft dekorativ verziert.

## Holzfachwerk
Im historischen Holzfachwerkbau ist eine Knagge ein mit Ständer und Balkenkopf verzapftes Winkelholz senkrecht zur Wand, das die Balken verriegelt (fixiert) und die Vorkragung gegen die Wand konsolenartig abstützt. Die Knagge ist ein dreieckiges Vollholz, teilweise mit geschwungener oder ausgerundeter Unterseite. 
Häufig sind Knaggen zur Zierde profiliert und mit Schnitzereien, Figuren und Ornamenten versehen. Ihr regional unterschiedlicher Formenreichtum ist jeweils zeittypisch und kann als kunsthistorische Datierungshilfe dienen. Gestalterisch und baukonstruktiv besonders reizvoll sind die Knaggenbündel an den vorkragenden Ecken spätgotischer Fachwerkhäuser.

Knaggen und Zierknaggen im Fachwerkbau
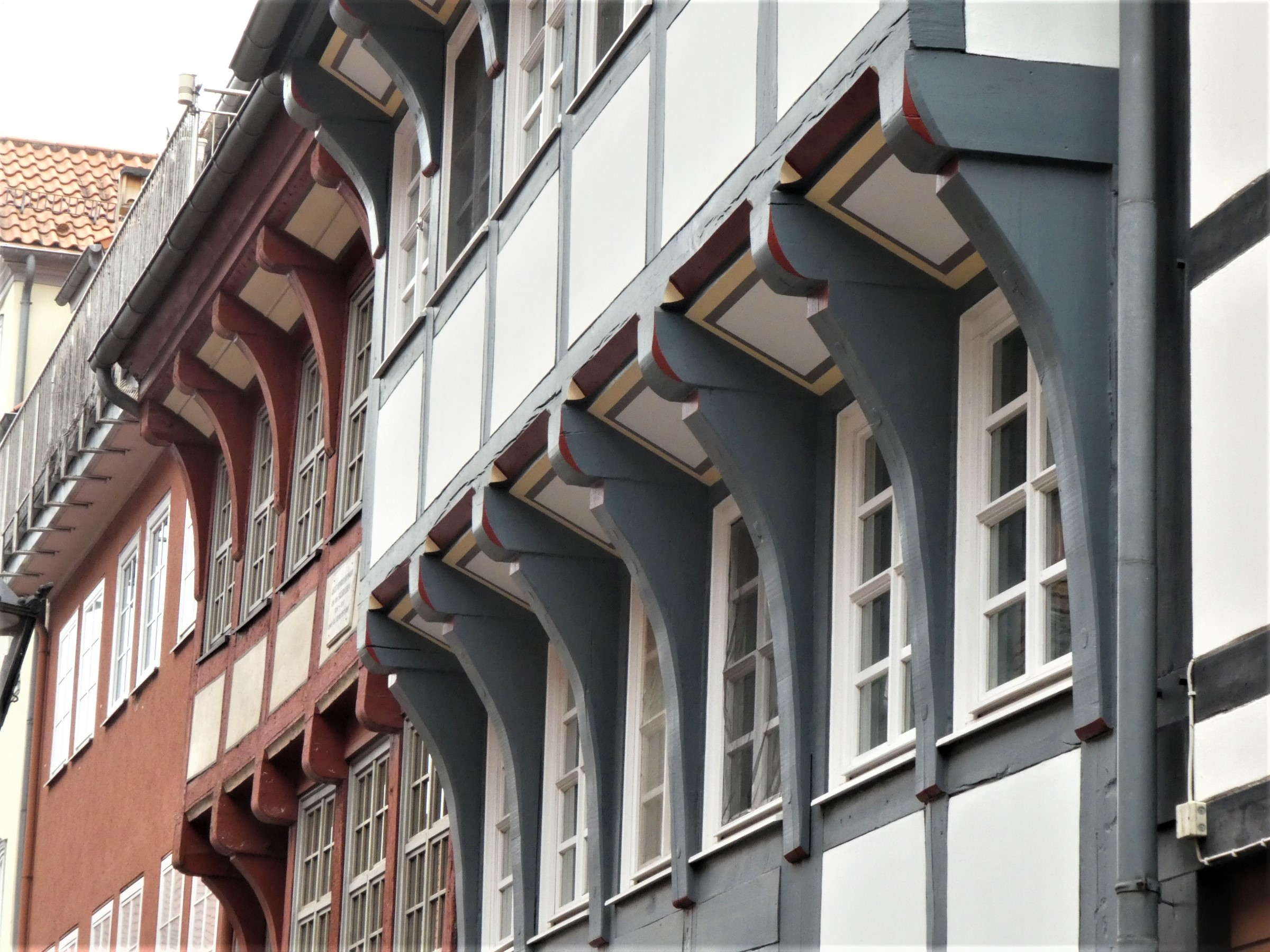
Reihe von spätgotischen Knaggen an Fachwerkhäusern in Göttingen
Schematische Darstellung von Fachwerkelementen mit links und rechts je einer Knagge unter der Stockwerkauskragung
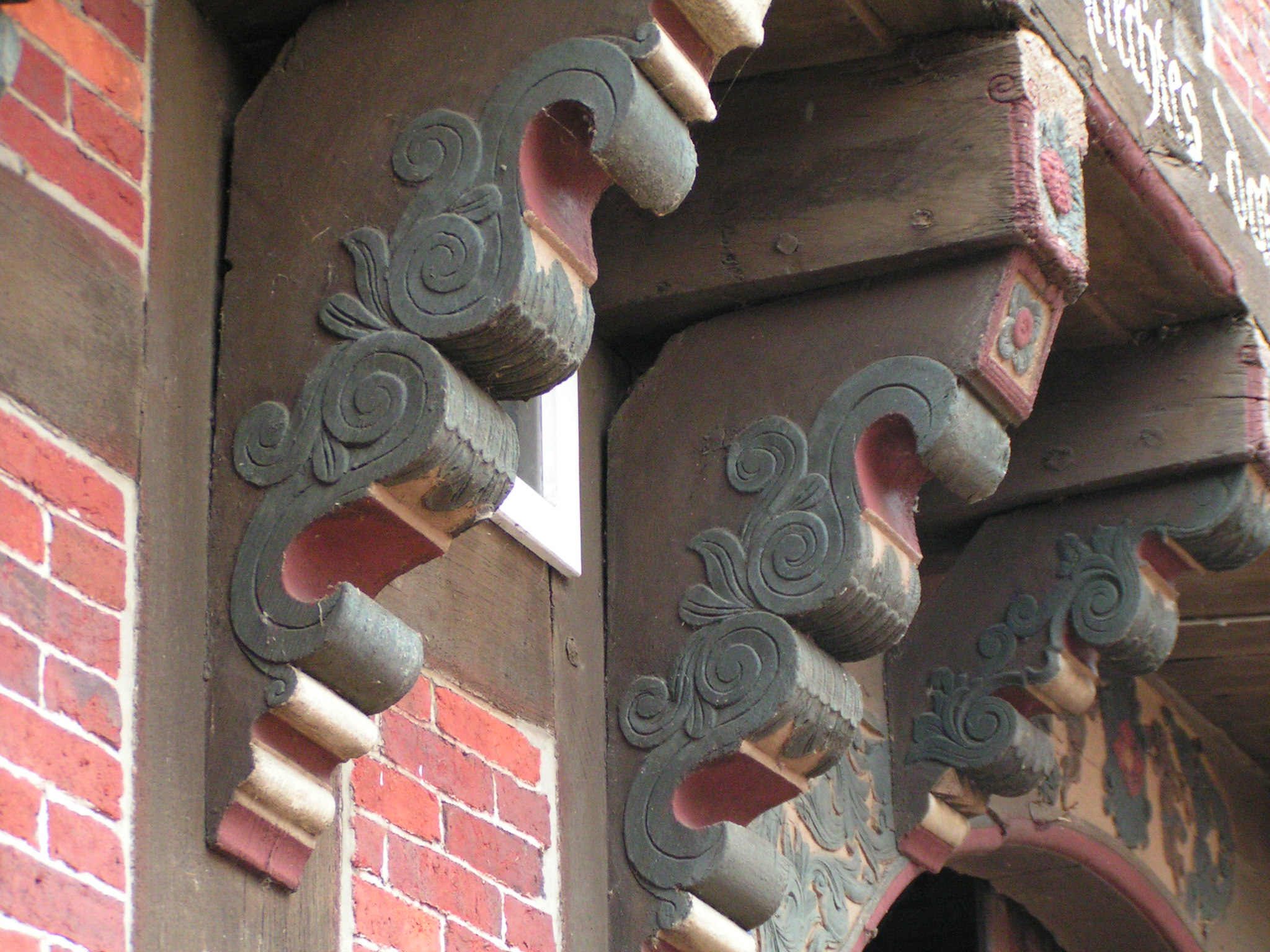
Reich profilierte Zierknaggen unter Balkenköpfen an einem Bauernhaus in Wulften in der Samtgemeinde Artland
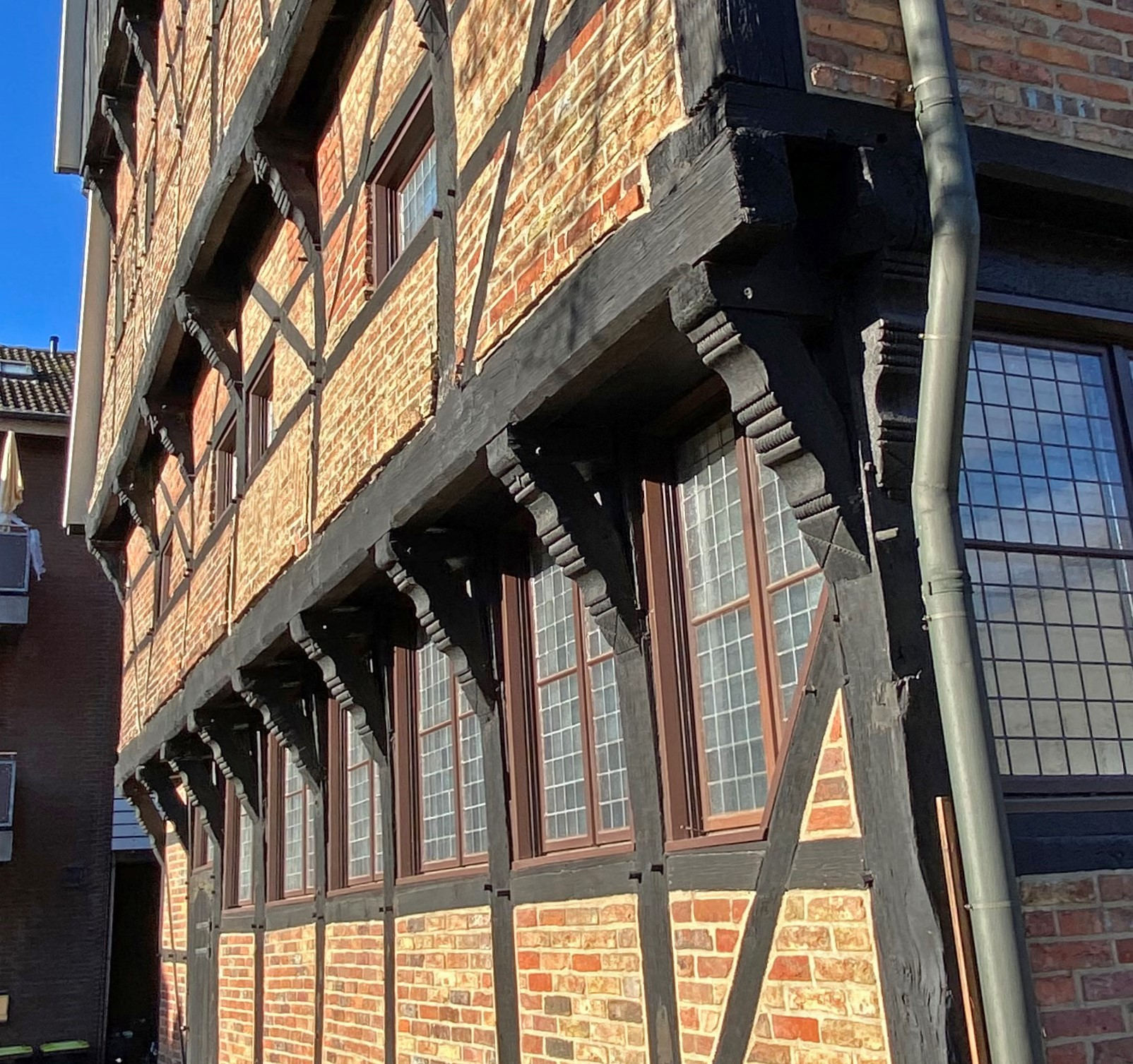
Zierknaggen an der Alten Post, Drensteinfurt, erbaut 1647
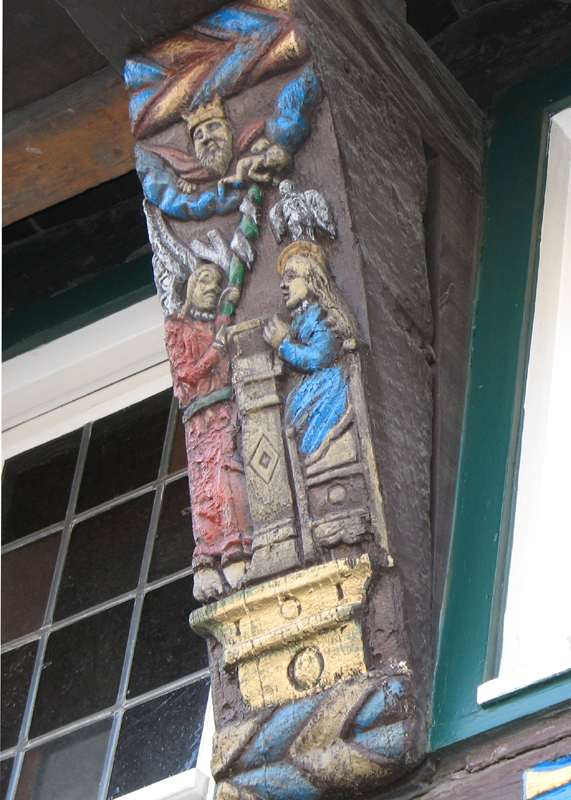
Zierknagge mit Reliefschnitzerei an der Langen Straße in Rheda-Wiedenbrück

Knaggenbündel
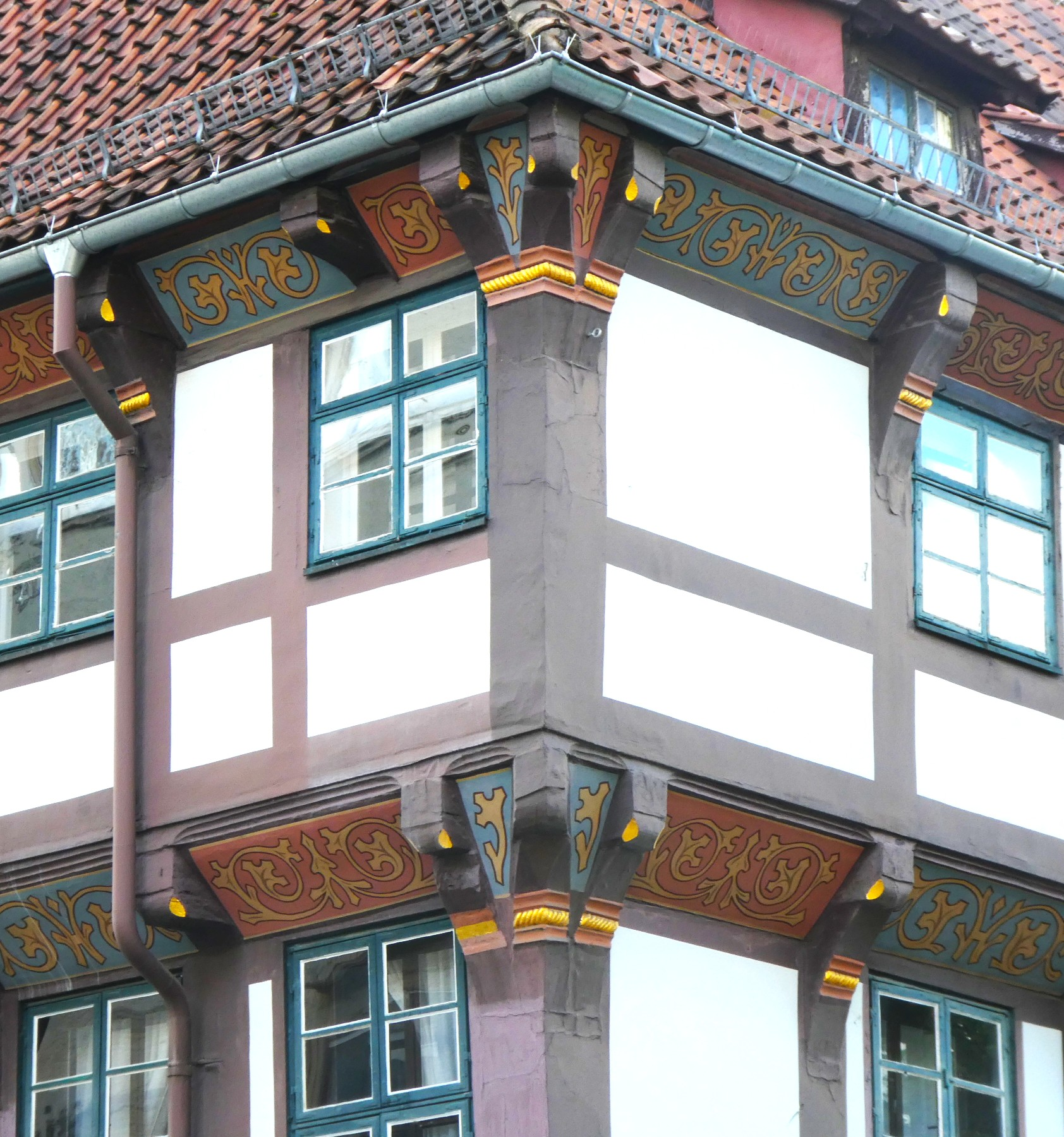
Knaggenbündel an der Rats-Apotheke Göttingen, erbaut 1480.
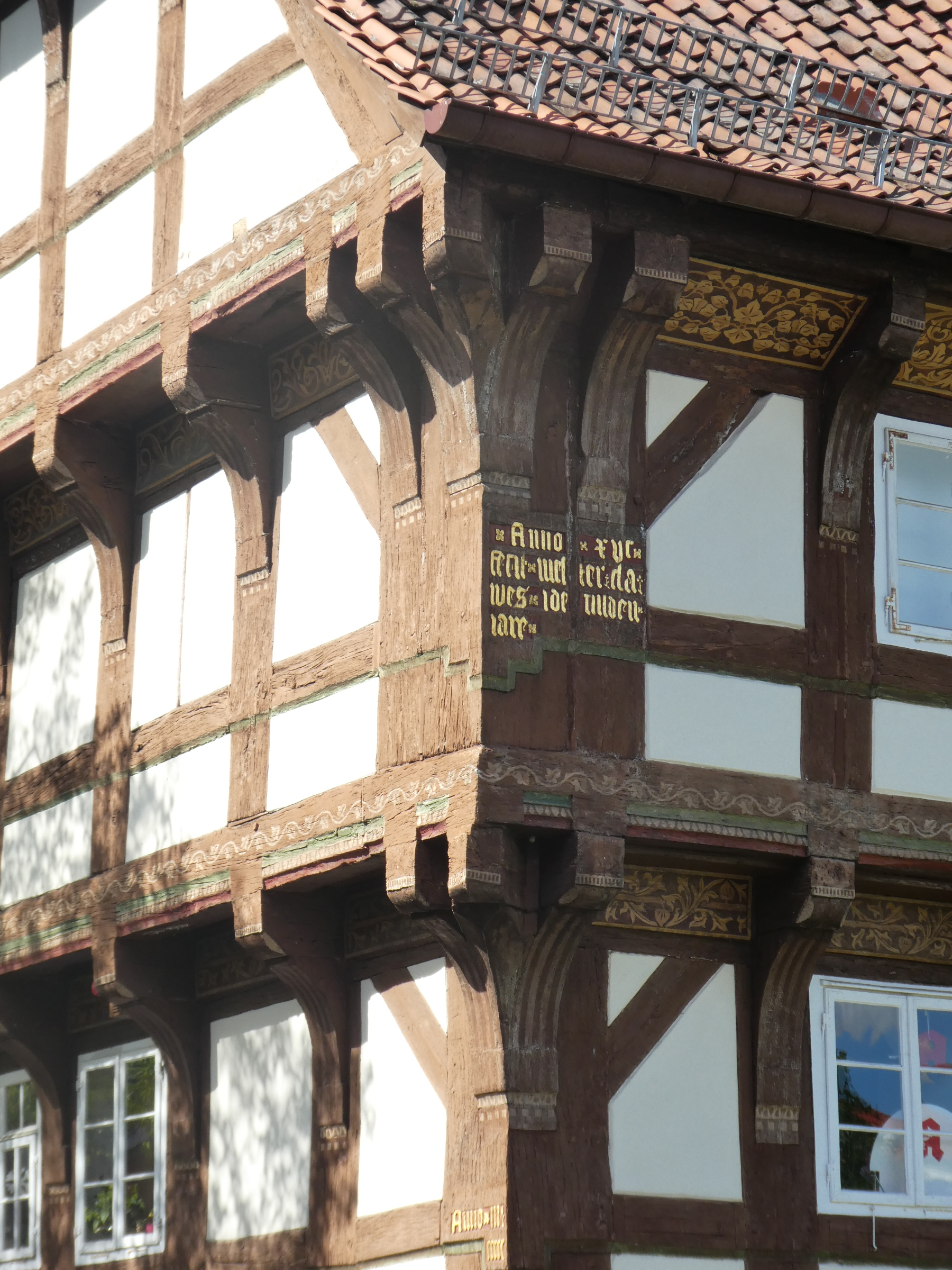
Knaggenbündel am Hospital St. Spiritus in Northeim, erbaut bis 1500.

Anstelle einer Knagge können auch Kopfband (Bug, Büge) und Streben zum Abstützen vorkragender Deckenbalken dienen. Als schräg montierte, stabförmige Bauteile füllen diese jedoch im Gegensatz zur Knagge den Zwickel zwischen Balken und Ständer nicht aus.

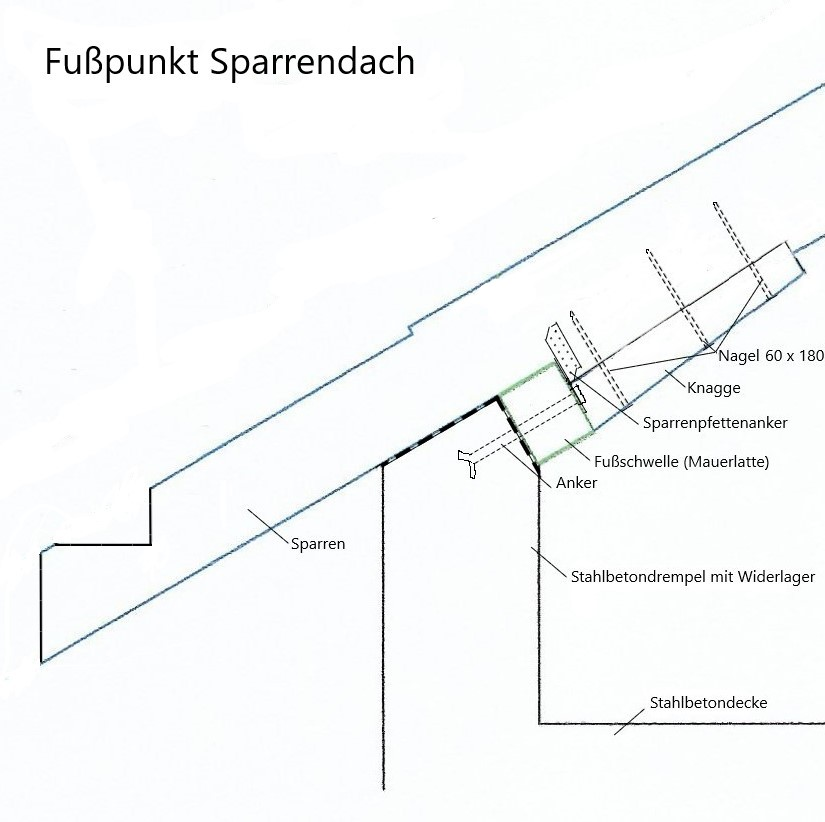
Fußpunkt eines Sparrendachs auf einem Kniestock mit Knagge

## Sparrendach
In Sparrendächern können Knaggen mehreren Zwecken dienen:
- Wenn an der Unterseite der Sparren Knaggen zur Abtragung der Kräfte in das Auflager einer Betondecke montiert werden, können die Sparren wie beim Pfettendach über das Aufleger hinaus laufen und den Dachüberstand bilden. Im Gegensatz zur traditionellen Ausführung mit Versatz-Verbindung von Sparren und Deckenbalken entfällt dadurch der Knick der Dachfläche im Bereich des Aufschieblings.[3]
- Sofern Kehlbalken nicht traditionell mit den Sparren verzapft oder als Zange ausgeführt werden, können sie sich gegen Knaggen abstützen, die an der Unterseite der Sparren montiert werden.

## Stahlbau
Im Stahlbau werden zur Übertragung der Vertikallast eines Träger in eine Stütze Knaggen in Form von kleinen Stahlplatten an die Stütze geschweißt (oder an ein in der Wand verankertes Anschlussblech). Der Träger oder seine Kopfplatte lagern dann auf der Knagge und die Schraubverbindung zwischen Träger und Stütze kann deutlich geringer dimensioniert werden.

### Stahlwasserbau

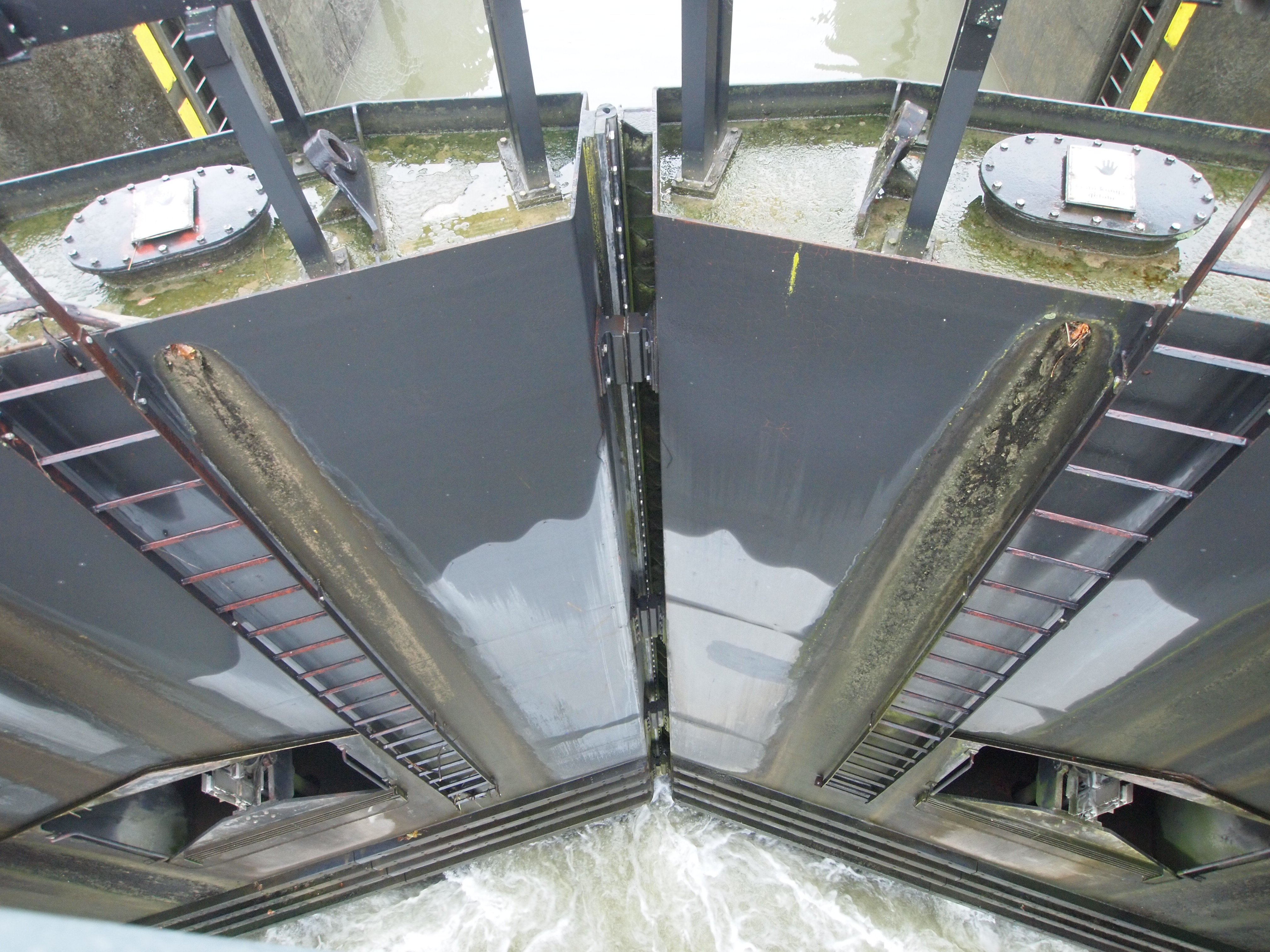
Im vorderen Bereich der Torschlagsäule sieht man die vier Stemmknaggen, dahinter die Tordichtlippe.

Im Stahlwasserbau werden die an den Schlag- und Wendesäulen der Stemmtore befestigten Anschlagstücke als Stemmknagge bezeichnet. 
Die Stemmknaggen übernehmen die Ableitung der Horizontalkräfte zwischen beiden Schleusentoren sowie zwischen Schleusentoren und Widerlagern, die aus dem in der Schleusenkammer auf die Tore wirkenden Wasserdruck resultieren. 
Mit der Stärke der Stemmknaggen kann die Verformung der Tordichtungen (Dichthölzer, Gummidichtung) des Stemmtors angepasst und begrenzt werden.

## Maschinenbau
Im Maschinenbau werden auch Spannelemente in der Fertigungstechnik sowie Befestigungs- oder Anschlagwinkel als Knagge bezeichnet.